# Geluidssculptuur
Een geluidssculptuur is een sculptuur dat geluid maakt. Het is een vorm van geluidskunst. Een bekend voorbeeld van een geluidssculptuur is het zeeorgel in Kroatië.